# Municipio de Atwater
El municipio de Atwater (en inglés: Atwater Township) es un municipio ubicado en el condado de Portage en el estado estadounidense de Ohio. En el año 2010 tenía una población de 2740 habitantes y una densidad poblacional de 40,81 personas por km².

## Geografía
El municipio de Atwater se encuentra ubicado en las coordenadas 41°2′0″N 81°7′46″O / 41.03333, -81.12944. Según la Oficina del Censo de los Estados Unidos, el municipio tiene una superficie total de 67.13 km², de la cual 66,04 km² corresponden a tierra firme y (1,63 %) 1,09 km² es agua.

## Demografía
Según el censo de 2010, había 2740 personas residiendo en el municipio de Atwater. La densidad de población era de 40,81 hab./km². De los 2740 habitantes, el municipio de Atwater estaba compuesto por el 98,54 % blancos, el 0,33 % eran afroamericanos, el 0,26 % eran amerindios, el 0,15 % eran asiáticos, el 0,04 % eran de otras razas y el 0,69 % eran de una mezcla de razas. Del total de la población el 0,69 % eran hispanos o latinos de cualquier raza.